# Saïd Ramadan

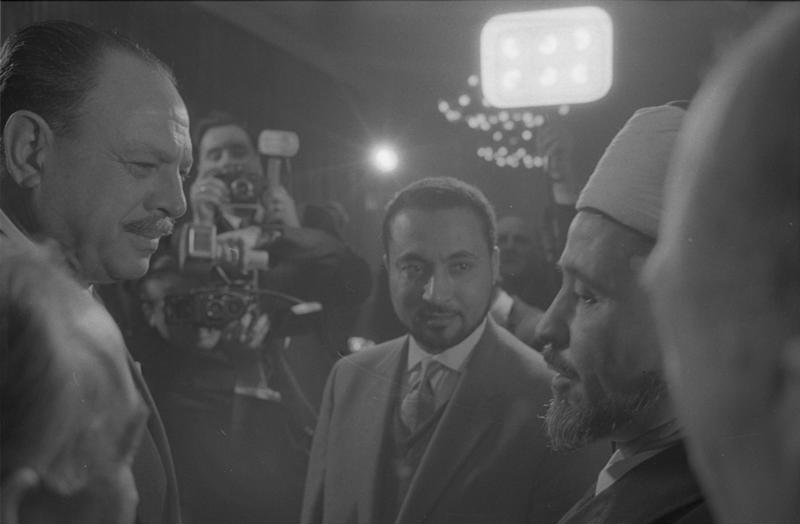
Saïd Ramadan (midden)

Saïd Ramadan (Arabisch: سعيد رمضان) (Shibin el-Kom in de Nijldelta, 12 april 1926 – Genève, 4 augustus 1995) was een Egyptisch leidend activist van de Moslimbroederschap.

## Levensloop

### Studie en gezin
In 1946 rondde Ramadan een studie islamitische rechtswetenschap af aan de Universiteit van Cairo. Hij sloot zich aan bij Hassan al-Banna, van wie hij een hartstochtelijk aanhanger werd, en de Moslimbroederschap waarvan Hassan al-Banna de "Gids" was. Door hem werd Ramadan aangesteld als zijn persoonlijk secretaris en als redacteur/uitgever van het islamitische weektijdschrift Al-Shihab. Ramadan werd de favoriete discipel van Al-Banna (de bijnaam van Saïd bij de Broederschap werd “Hassan al-Banna junior”), die hem zijn geliefdste dochter Wafa al-Banna ten huwelijk schonk. 
Hij kreeg vijf zoons waaronder Hani Ramadan en Tariq Ramadan (de jongste) en een dochter.

### Broederschap
In 1945 werd Ramadan belast met het oprichten van de Palestijnse tak van de Moslimbroederschap en raakte als speciaal gezant van de broederschap bevriend met koning Abdoellah van Jordanië die hij vroeg om speciaal Jeruzalem te verdedigen tegen de zionisten, hetgeen de koning beloofde en nakwam.
In 1948 ging hij als vrijwillig strijder naar Palestina om onder grootmoefti Haj Amin al-Husseini te vechten tegen de zionisten. Hij gaf daar leiding aan de door de Moslimbroederschap uitgezonden hulptroepen uit Egypte. Hij reisde vanaf 1948 een reeks van moslimlanden af (waaronder Pakistan, waar hij Maulana Maududi ontmoette en bijdroeg aan het World Islamic Congress in Karachi) als reizend gezant van de Moslimbroederschap.

### Egypte en Saoedi-Arabië
Hij keerde  in 1950 terug naar Egypte na de moord op Hassan al-Banna in 1949. Vanaf dat moment zette hij diens werk met kracht voort. Hij werd redacteur-uitgever van het maandblad Al-Muslimoon, gepubliceerd in Arabisch en Engels, dat de ideologie en de boodschap van de Broederschap zowel in Egypte als ook internationaal uitdroeg in de hele islamitische wereld. In 1950-1952 werd de Moslimbroederschap steeds fanatieker en nam haar aanhang enorm toe. De Broederschap vormde een toenemende bedreiging voor de generaals en Saïd Ramadan werd (samen met het hele kader van de Moslimbroeders waaronder ook Sayid Qutb) door Nasser gevangen gezet. Na zijn vrijlating in 1954 vluchtte Ramadan samen met Sayid Qutb uit Egypte. Hij zwierf door een aantal Arabische landen en belandde aanvankelijk in Saoedi-Arabië, waar hij als intellectuele reformistisch salafist zeer welkom was. Hij werd (als kenner van de werken van Ibn Taymiyya en Ibn Abdul Wahhab) de vraagbaak op het gebied van wahabisme voor de koninklijke familie en werd aangesteld als adviseur. Hij begeleidde later voor de Saoedi’s, in 1962, de oprichting van de Moslim Wereld Liga (Al Rabita al Islamiya al Alamiya verkorte naam: Rabita), een liefdadigheids- en zendingsorganisatie ter financiering van en de verspreiding van het islamitische geloof (de wahabitische/salafistische versie ervan) en "daarmee samenhangende activiteiten".

### Europa
Ramadan en zijn gezin zwierven door een aantal Europese landen waaronder Frankrijk en Duitsland en vestigden zich in 1958 definitief in Genève. In 1961 richtte Ramadan het Islamitisch Centrum Genève (Centre islamique de Genève) op, waar later zijn zoon Hani Ramadan de leiding over nam. Daarna werden door Ramadan soortgelijke initiatieven genomen in Europa. Hani en Tariq Ramadan zetten gemeenschappelijk, maar op onderscheiden wijze, het werk van hun vader voort. Op 9 augustus 1995 werd Ramadan aan de zijde van zijn grote voorbeeld, zijn schoonvader Hassan al-Banna, begraven.

## Verwarring met islamgeleerde
Ramadan dient niet met de islamgeleerde Mohammed Saïd Ramadan al-Buti verward te worden.

## Werken
- Mensuel Al Muslimun
- Islamic Law, Its Scope and Equity, Uitg. Macmillan, Londen (1961).